# Donaubrücke Pöchlarn
Die Donaubrücke Pöchlarn ist ein 2002 eröffneter Straßenübergang über die Donau in Niederösterreich.

## Lage
Die Brücke verbindet die Wiener Straße (B1) mit der Donau Straße (B3) knapp östlich von Pöchlarn und schafft damit einen weiteren Zugang des südlichen Waldviertels bei Klein-Pöchlarn zur West Autobahn.
Die Donaubrücke Pöchlarn steht bei Flusskilometer 2043,60. Die nächste Brücke stromaufwärts ist die Brücke am Kraftwerk Ybbs-Persenbeug bei Kilometer 2060,42. Stromabwärts ist der nächste Übergang für Fußgänger und Radfahrer am Kraftwerk Melk bei Kilometer 2038,12 und die nächste Straßenbrücke bei Kilometer 2034,43.

## Beschreibung
Die Brücke führt die Pöchlarner Straße (B209) über die Donau. Sie ist 460 m lang und 13,45 m breit und hat zwei Kfz-Fahrspuren und auf der stromaufwärtigen Seite einen kombinierten Rad- und Gehweg. Am linken Ufer wird der Verkehr über eine 100 m lange Vorlandbrücke in die B3 eingefädelt, während Fußgänger und Radfahrer über eine mehrstöckige, 204 m lange Wendel auf den Uferweg geleitet werden.
Die von DI J. Mayer ZT GmbH für Bauwesen geplante Spannbetonbrücke hat fünf Öffnungen mit Pfeilerachsabständen von 72,5 + 3×105 + 72,5 m. Ihr Oberbau besteht aus einem einzelligen, leicht gevouteten Hohlkasten mit rechteckigem Querschnitt und einer von 3,0 m auf 6,0 m ansteigenden Bauhöhe sowie einer weit auskragenden Fahrbahntafel.
Die Brücke wurde nach dreieinhalb Jahren Bauzeit am 5. Mai 2002 für den Verkehr freigegeben.
Der seit 1319 bezeugte, regelmäßige Fährbetrieb bei Marbach an der Donau war damit obsolet geworden, die Fähre wurde außer Dienst gestellt und steht seitdem unter dem Namen „MS Marbach“ als Ausflugsschiff für Touristen zur Verfügung.
Auf dem Klein-Pöchlarn zugewandten Teil der Donaubrücke wurde von Robert und Andreas Herfert ein Johannes-Nepomuk-Kreuz errichtet, das den Brückenheiligen liegend, stehend und ins Wasser stürzend zeigt.

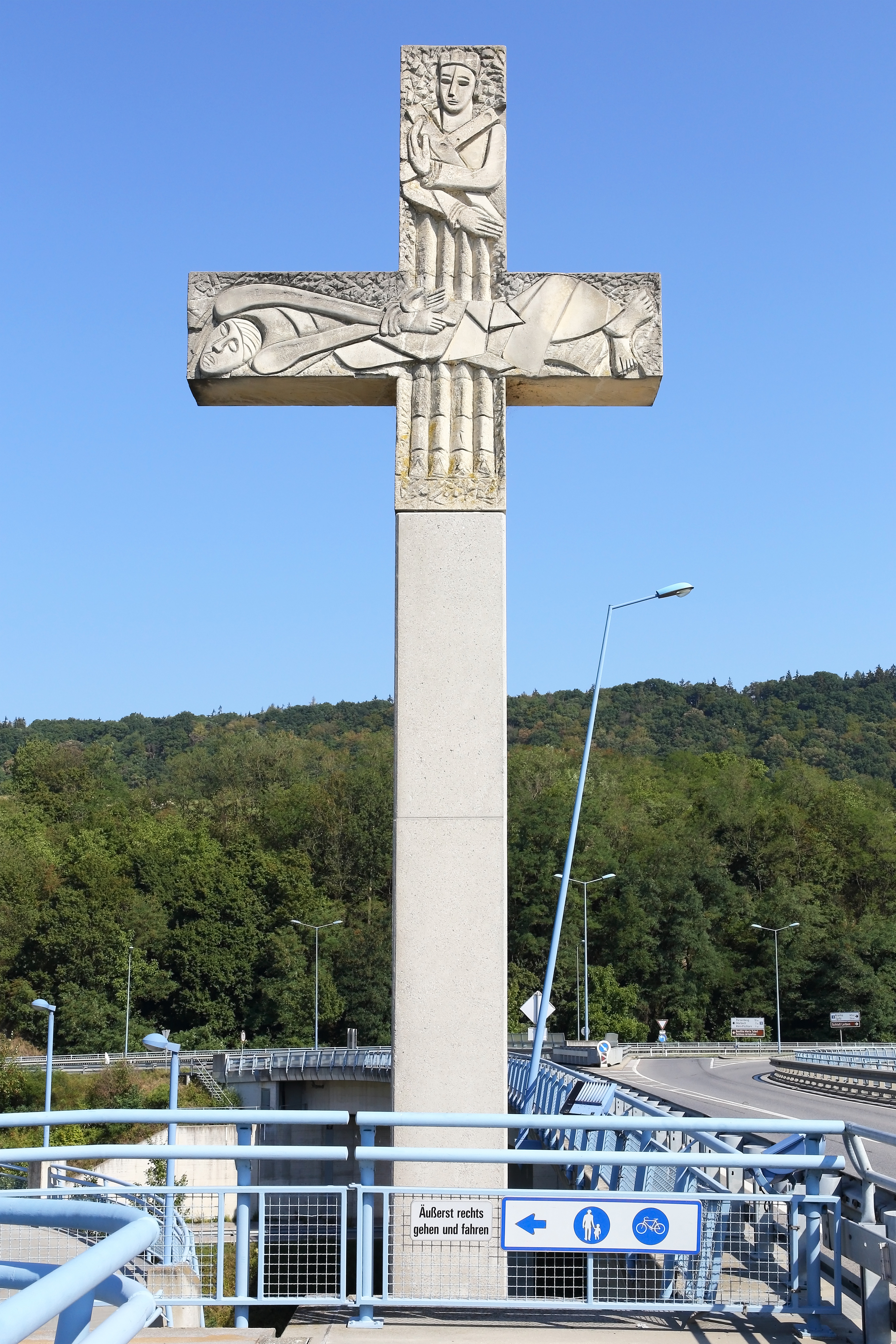
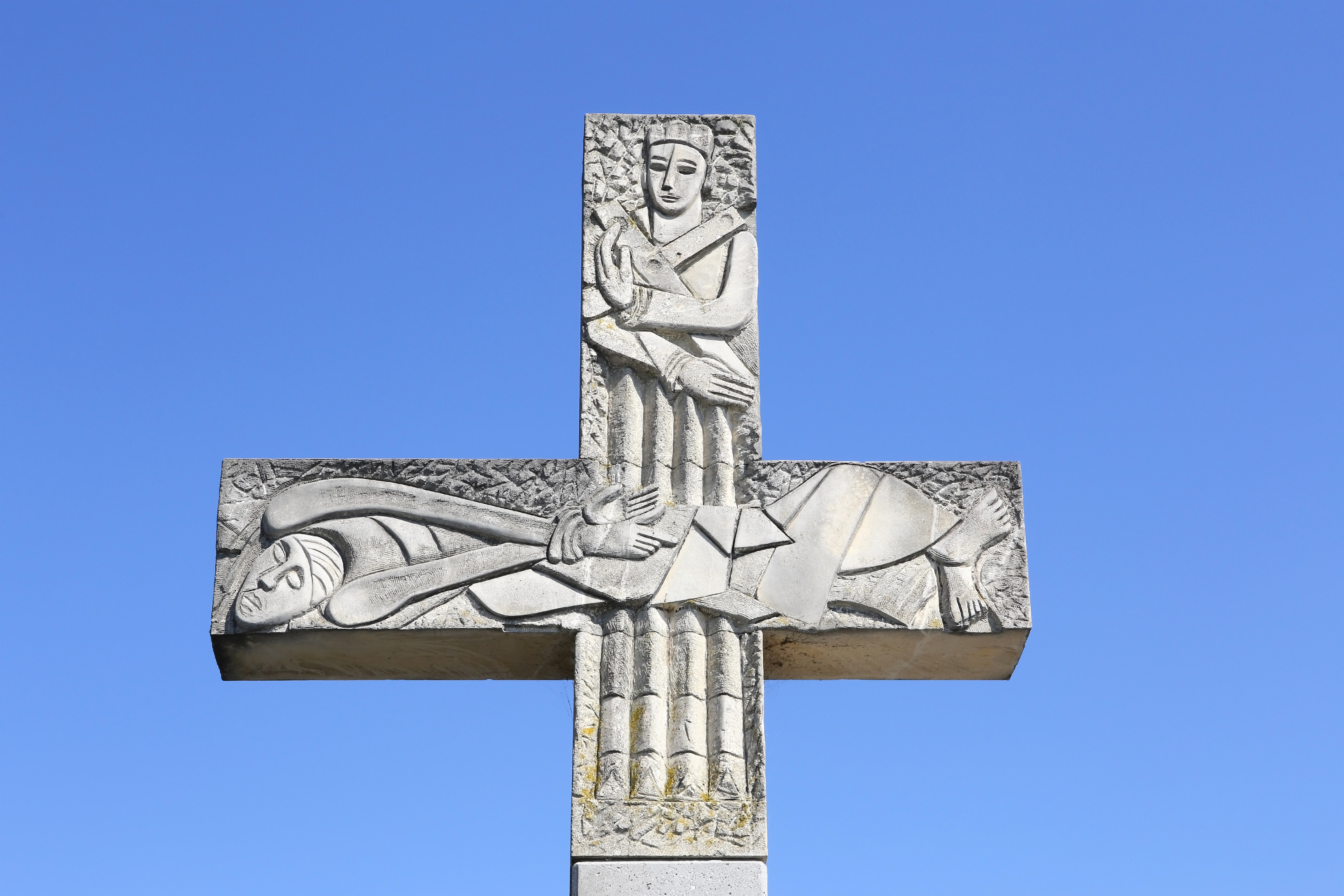
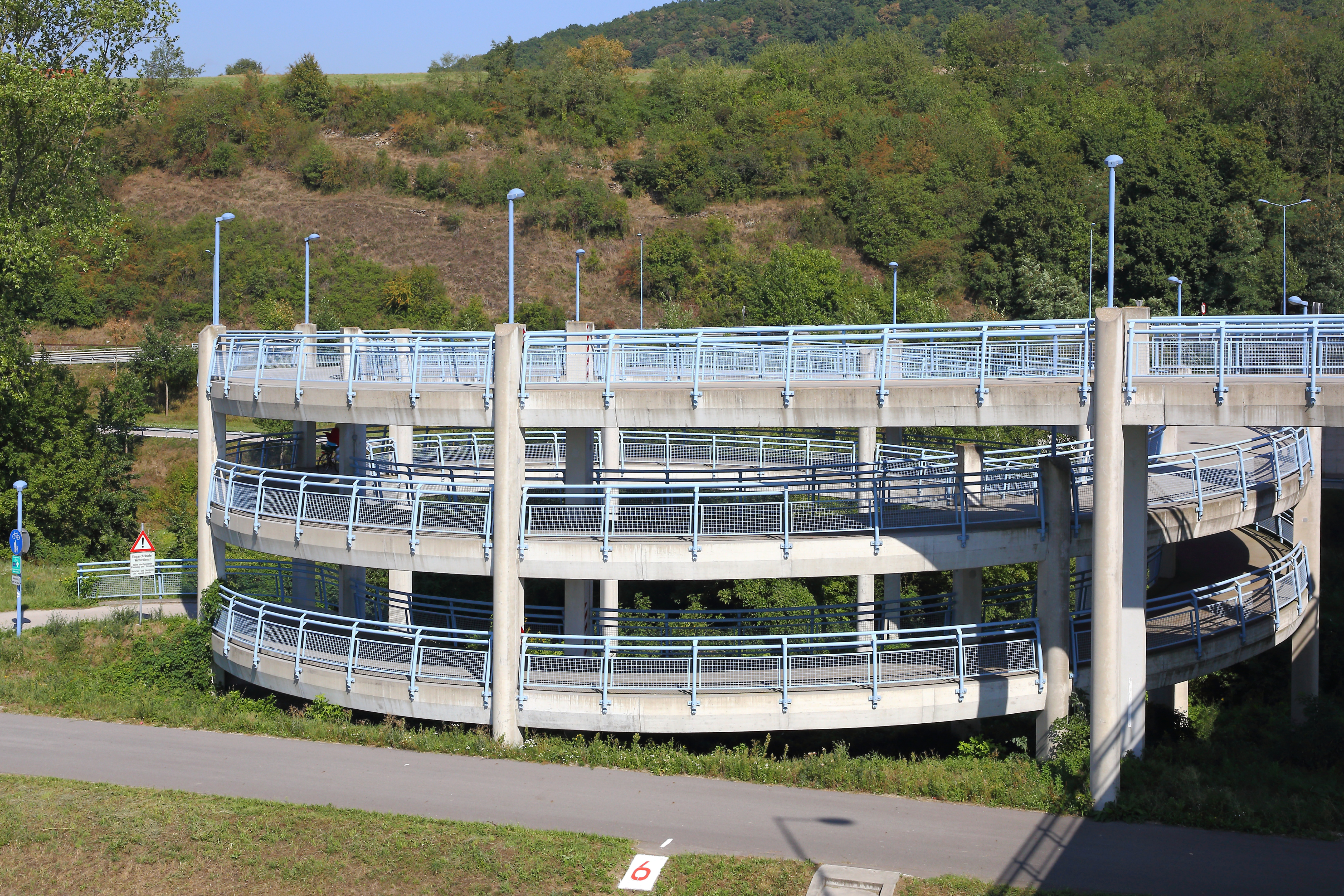